# دیوا سلاتینا
دیوا سلاتینا (به بلغاری: Diva Slatina) یک منطقهٔ مسکونی در بلغارستان است که در شهرستان گئورگی دامیانوو واقع شده‌است.